# غريفينا
جريڤينا : (باليونانية: Γρεβενά) (بالإنجليزية:Grevena) مدينة يونانية، وعاصمة مقاطعة جريفينا. يبلغ عدد سكانها حوالي 16,000 نسمة.
تبعد هذه المدينة حوالي 400 كيلومتر عن العاصمة أثينا و 180 كيلومتر عن سالونيك. تحيط جبال بيندوس بهذه المدينة ويمر بها أحد روافد نهر ألياكمون.